# Bryan Colangelo
Bryan Colangelo (nacido el 1 de junio de 1965 en Chicago, Illinois, Estados Unidos) también conocido como BC, es el presidente y general mánager de los Philadelphia 76ers de la NBA. Es el hijo del magnate de Jerry Colangelo. Estudió en la Universidad de Cornell donde consiguió el título en Economía y Administración Aplicadas y fue miembro de la Fraternidad Sigma Chi. Recibió el título del Ejecutivo del Año NBA en los años 2005 y 2007.

## Carrera en Phoenix
Colangelo comenzó trabajando en los Phoenix Suns, una franquicia de la cual era propietario su padre. Fue parte de la organización durante 15 años, los últimos 11 como General Manager.
Durante su etapa en Phoenix, Colangelo realizó un conjunto de transacciones que fueron aplaudidas en la NBA, incluyendo la elección del draft de Shawn Marion y Amare Stoudemire. Pero además Colangelo fue criticado por el traspaso de Jason Kidd a los New Jersey Nets por Stephon Marbury, pero corrigió su error traspasando a Marbury y a un lesionado Penny Hardaway a los New York Knicks por expiración de contratos, incluyendo en estos a Antonio McDyess. Estas ventas hicieron que este añadido "salary cap" o dinero por el que podían pagar un nuevo contrato, propiciase la compra de Steve Nash que por aquella época militaba en los Dallas Mavericks allá por el verano de 2004. Nash sería nombrado en la temporada 2004-05 y en la 2005-06 jugador MVP de la NBA, y los Suns conseguirían un récord de 62–20 (en cuanto a victorias-derrotas) y se proclamarían como el mejor equipo clasificado en la Conferencia Oeste al finalizar la temporada 2004-05. Debido a esto, Colangelo fue premiado en 2005 como el ejecutivo NBA del año.
En verano de 2005, Colangelo traspasó con disgusto al escolta y tirador Joe Johnson a los Atlanta Hawks por dos futuras elecciones en primera ronda y por Boris Diaw, quien luego conseguiría el título al jugador de la NBA con mayor progresión durante el 2006. Colangelo además traspasó a Quentin Richardson a los New York Knicks. A pesar de perder a estos dos jugadores y la lesión de Stoudemire que se perdería gran parte de la temporada (sólo jugando en 3 partidos de liga regular), los Suns de nuevo liderarían en la División del Pacífico, provocando los rumores de que Colangelo podría ganar de forma consecutiva el premio al mejor ejecutivo NBA del año.
Además del trabajo realizado con los Suns, cumplió como presidente del Phoenix Arena Sports (PAS), fue propietario de los Arizona Rattlers (Arena Football League) y trabajó en los Phoenix Mercury (WNBA) desde junio de 1991 hasta junio de 2002. Los Rattlers ganaron el campeonato en 1994 y 1997 y los Mercury jugarían las finales en 1998. Bryan ganaría el premio AFL al mejor ejecutivo del año en 1993 por su trabajo con los Rattlers.

## Salida a Toronto
En 2004, los Suns fueron vendidos a un grupo de inversores liderados por Robert Sarver, aunque Colangelo siguió como presidente y GM (General Manager) después de que los Raptors despidiesen a Rob Babcock, en enero del 2006, empezaron a correr rumores de que Colangelo no duraría mucho más y pronto comenzaría una búsqueda "exhaustiva" para buscar un nuevo GM.
El 27 de febrero del 2006 Colangelo dimitió de su empleo en los Suns, y el 28 de febrero los Raptors anunciaron que él sería su nuevo presidente y GM. El 23 de mayo de 2006 Colangelo y los Raptors recibirían la primera elección del Draft de 2006.
El 8 de junio de 2006, Colangelo llevó a cabo su primera transferencia desde que llegase a los Raptors intercambiando a Rafael Araújo (1.ª ronda, 8.º puesto, draft 2004) por Robert Whaley y Kris Humphries con los Utah Jazz. Bryan Colangelo además completó su segunda transferencia mandando al alero Eric Williams, a Matt Bonner y una elección en la segunda ronda del Draft del 2009 a los San Antonio Spurs por el pívot Rasho Nesterovič el 21 de junio de 2006.
Su primera gran transferencia como general mánager de los Raptors sucedió cuando intercambiaron a Charlie Villanueva, que estuvo a punto de ganar el trofeo al mejor rookie del año en la NBA; por el base de los Milwaukee Bucks, T.J. Ford.
Colangelo ficharía más tarde al joven Italiano Andrea Bargnani (20 años) en la primera elección del Draft del 2006 que se celebró en la ciudad de Nueva York City el 28 de junio de 2006. Además ficharon a varios jugadores que provenían de equipos Europeos, cuyo estado era de agente libre; como fueron Jorge Garbajosa y Anthony Parker.
El 16 de julio de 2006, Colangelo consiguió que Bosh firmase una extensión de su contrato que comenzaría a tener efecto a partir de la temporada 2007-08. El contrato sería para tres años con la opción de un cuarto año y este recibiría 64 millones de $ durante estos cuatro años (16 por temporada).
Yendo a los playoffs del 2007 los Raptors fueron líderes de la División del Atlántico. Los Raptors consiguieron mejorar mucho su juego ya que el año anterior habían finalizado con un balance muy negativo de victorias derrotas, 27-55. Teniendo gran parte de la culpa Colangelo, que había conseguido realizar nueve transferencias para los Toronto Raptors.
Otra de las transacciones de importancia de Colangelo fue la adquisición de Luke Jackson de la D-League. Él declaró que lo hizo para compensar las bajas de Bargnani y Parker por lesión. Otra de los traspasos importantes realizados por Colangelo fue la venta de Fred Jones a Portland por Juan Dixon. Colangelo volvió a ser premiado como el mejor ejecutivo de la NBA del año 2007, en las siguientes semanas los Raptors serían eliminados en primera ronda por los Nets.
Acabada la temporada, Colangelo dio dos elecciones en segunda ronda de los años 2009 y 2011 a los Detroit Pistons a cambio de Carlos Delfino. También fichó a Jason Kapono.
Más adelante Colangelo montó un campus de jugadores en estado de agentes libres, donde se topó con Jamario Moon que pasaría a ser de la franquicia de Toronto al menos durante los dos siguiente años.